# Kazaa-Lite-Varianten
Kazaa-Lite-Varianten sind inoffizielle Versionen des Filesharingprograms Kazaa, bei der störende Werbung und Software von anderen Anbietern (Malware) entfernt worden ist.

## Varianten
Clean KMDWar vermutlich die erste Variante, sie entfernte Werbung/Malware.
 Kazaa Lite K++Diese Variante bot außerdem die Optionen von Kazaa Plus. Weiter hat ein Produkt mit diesem Namen fast immer eigene K-Lite-Optionen sowie zusätzliche Werkzeuge.
Kazaa LiteNachdem die Integration der K++-Optionen selbstverständlich geworden waren, wurde dies im Namen nicht mehr angedeutet; die Produkte hießen nur noch „Kazaa Lite“, oder auch „K-Lite“. Man kann auch davon ausgehen, dass K++ und Clean KMD verschmolzen.
Kazaa Lite ResurrectionDiese Version baut auf dem alten Kazaa-Kern auf, will aber das Programm aufrechterhalten, indem die Variation der Werkzeuge und Einstellungen angepasst wird.
Kazaa Lite Tools K++Diese Variante, auch mit „KLT K++“ abgekürzt, erlaubt das Anpassen der Werkzeugsammlung durch den Benutzer. Die Funktion „Search More“ funktioniert sehr effizient, so dass man schnell gute Dateien mit vielen Nutzern findet. Leider besitzt sie kein Fake-Filter.
 K-Lite 2.7K-Lite ist eine relativ neue Kazaa Lite-Variante und baut im Gegensatz etwa zu Kazaa Lite Resurrection auf dem neueren 2.7er Kern auf. Es ist ein Zusatzprogramm, das mit Kazaa Media Desktop KMD installiert wird und dieses um Zusatzfunktionen erweitert, Spyware und Werbung des originalen KMD allerdings nicht installiert.

## Änderungen gegenüber dem Original
Kazaa zeigt einen permanenten Werbebanner an und öffnet beim Suchen Popup-Fenster. Auch verweigert es den Start ohne die Malware. Beides wurde geändert.
Zudem wurden weitere Optionen aus der kostenpflichtigen Version hinzugefügt, sowie eigens erschaffene Optionen.
Beim Suchen hat man statt zwei „Search More“ nicht nur unendlich, sogar auch einen automatisierten Timer, der z. B. zwei Minuten lang alle paar Sekunden mehr sucht.
Es wurden auch zusätzliche Werkzeuge hinzugefügt. Einige greifen auf Kazaa zurück, so dass man Supernodes einsehen und importieren/exportieren oder auch temporäre Dateien (.dat) ansehen kann. Ferner sind Programme zur Vorschau von Medien eingebaut, sowie Schutzprogramme vor Fakes und Anti-P2P-Firmen. Ein Sig2Dat-Importierer und -Erzeuger rundet die Sammlung ab. Einige Derivate haben eine andere Sammlung, Kazaa Lite Tools K++ bietet außerdem die Anpassung an die benutzerspezifischen Bedürfnisse an.
Außerdem wird das so genannte Beteiligungsniveau auf Maximum gesetzt, so dass man im Netz gegenüber normalen Clients immer bevorteiligt wird (Warteschlangen). Dies erfordert normalerweise GBytes an Upload.

## Funktionsweise
Die originale Anwendungsdatei von Kazaa wird nicht verändert, aber während der Laufzeit gehackt und ausgetrickst. Kazaa würde sonst nämlich ohne Spyware wie GAIN nicht laufen und z. B. auch einen Werbebanner anzeigen.
Während die Programme zunächst wie gewünscht arbeiten, kann das Hacken während der Laufzeit mit der Zeit aber sehr störend sein. So kann es gelegentlich vorkommen, dass sich der Aufbau während der Laufzeit blitzartig ändert oder Buttons/Markierungen nicht korrekt funktionieren.

## Hintergrund
Nachdem Nikklas Zenström Kazaa an Sharman verkaufte, wollte der Hersteller mit dem Programm Profit machen.
- Ein Kazaa Plus getauftes Programm wurde/wird für US-$ 30 verkauft. (Heute aber von Seroph holdings B.V. – Stand 2.2006)
- Die kostenlose Version wurde/wird beschränkt (Quellenbenutzung, „search more“, Optionen). Zudem wurde Werbung eingebaut, und sehr viel Malware mitinstalliert.

Aus diesem Grund haben Hacker den Client so modifiziert, dass er ohne die von Sharman eingebaute Malware läuft und haben außerdem verursacht, dass offizielle Clients ausgebeutet werden (Beteiligungsniveau-Hack).
Daraufhin mahnte der Hersteller die Anbieter ab und sperrte sogar alle alten Kazaa-Versionen. Dies half aber nichts, da die Community auch für neue Versionen Derivate schaffte.